# Lauren Perdue
Lauren Perdue (* 25. Juni 1991 in Charlottesville, Virginia) ist eine ehemalige Schwimmerin aus den Vereinigten Staaten, die bei Olympischen Spielen eine Goldmedaille erhielt.

## Sportliche Karriere
Lauren Perdue studierte an der University of Virginia und schwamm für deren Sportteam. Nach ihrer Graduierung versuchte sie sich als Schwimmprofi.
Bei den Olympischen Spielen 2012 in London erreichte die 4-mal-200-Meter-Freistilstaffel mit Lauren Perdue, Shannon Vreeland, Alyssa Anderson und Dana Vollmer den Endlauf mit der zweitschnellsten Vorlaufzeit. Im Finale waren Missy Franklin, Dana Vollmer, Shannon Vreeland und Allison Schmitt fast acht Sekunden schneller als die Vorlaufstaffel und siegten mit anderthalb Sekunden Vorsprung vor den Australierinnen. Alle sechs beteiligten Schwimmerinnen aus den Vereinigten Staaten erhielten eine Goldmedaille, wie dies seit 1984 üblich ist.